# Цюрихский путч

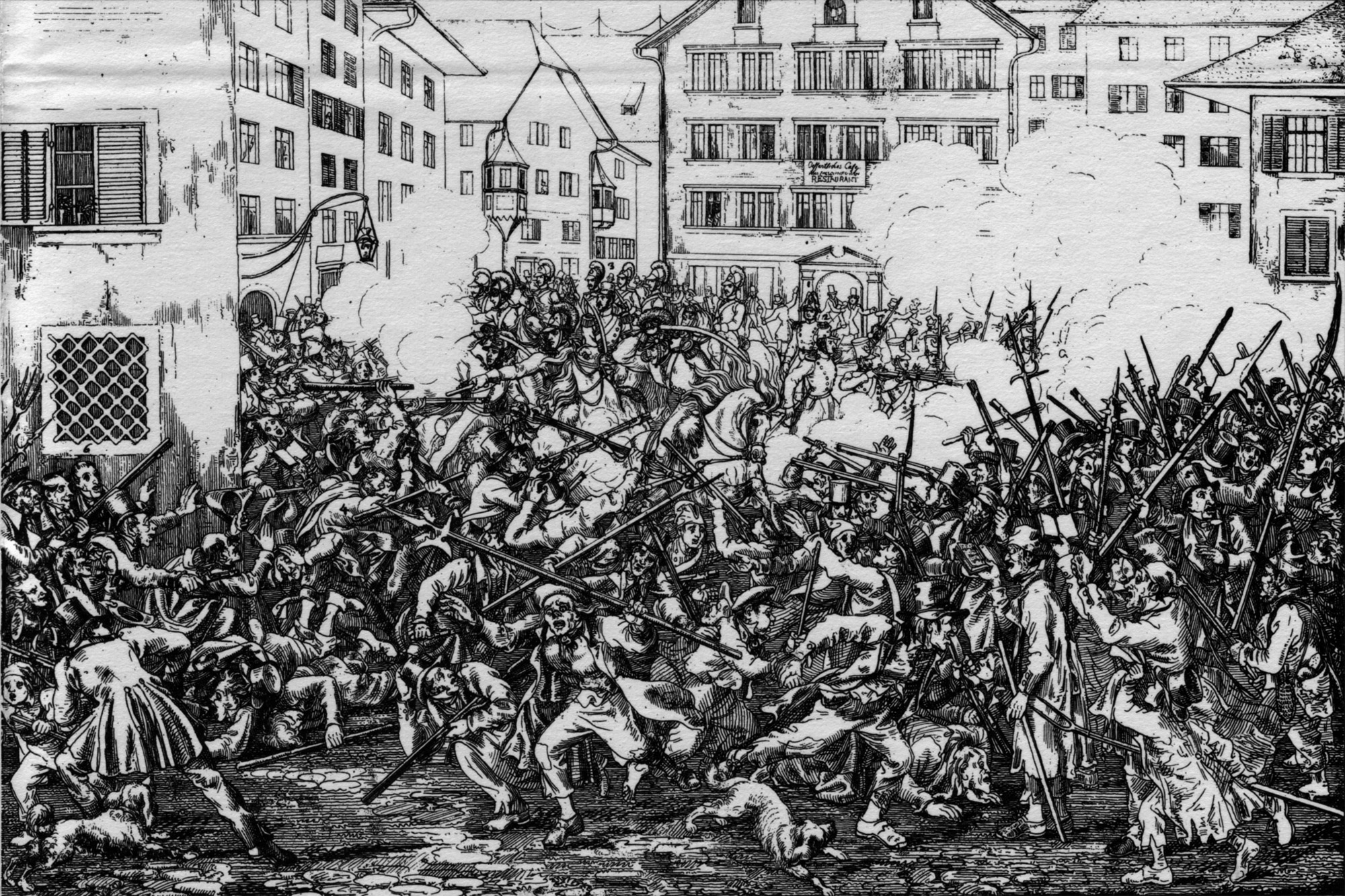

Цюрихский путч (нем. Züriputsch) — крестьянские волнения и государственный переворот в Цюрихском кантоне, совершенный 6 сентября 1839 года, вызванные приглашением на работу в местном университете известного либерала Давида Штрауса. 
В 1839 году правительственный совет, после трехлетней борьбы как внутри его самого, так и во всей стране, вызвавшей громадную полемическую литературу, пригласил Штрауса на вакантную кафедру в Цюрихском университете. Решение это, принятое большинством 15 голосов против 3, вызвало негодование в значительной части населения, при этом город  Цюрих преимущественно поддерживал правительство, тогда как в деревнях велась усиленная агитация против него; была подана петиция с просьбою отменить приглашение с 39225 подписями. Правительственный совет уступил и дал отставку Штраусу с пенсией, еще до вступления его в отправление своих обязанностей. 
Но волнения не утихли. В окрестных деревнях под воздействием клерикальной пропаганды было создано ополчение в 8000 человек, которое вошло в Цюрих. В уличных стычках пострадало 13 человек; известный ботаник Иоганнес Хегетшвайлер, представлявший городские власти в переговорах, был убит шальной пулей путчистов. Правительство кантона подало в отставку, уступив место консерваторам во главе с Блюнчли. Цюрихский путч популяризовал слово «путч».